# Jever (bere)

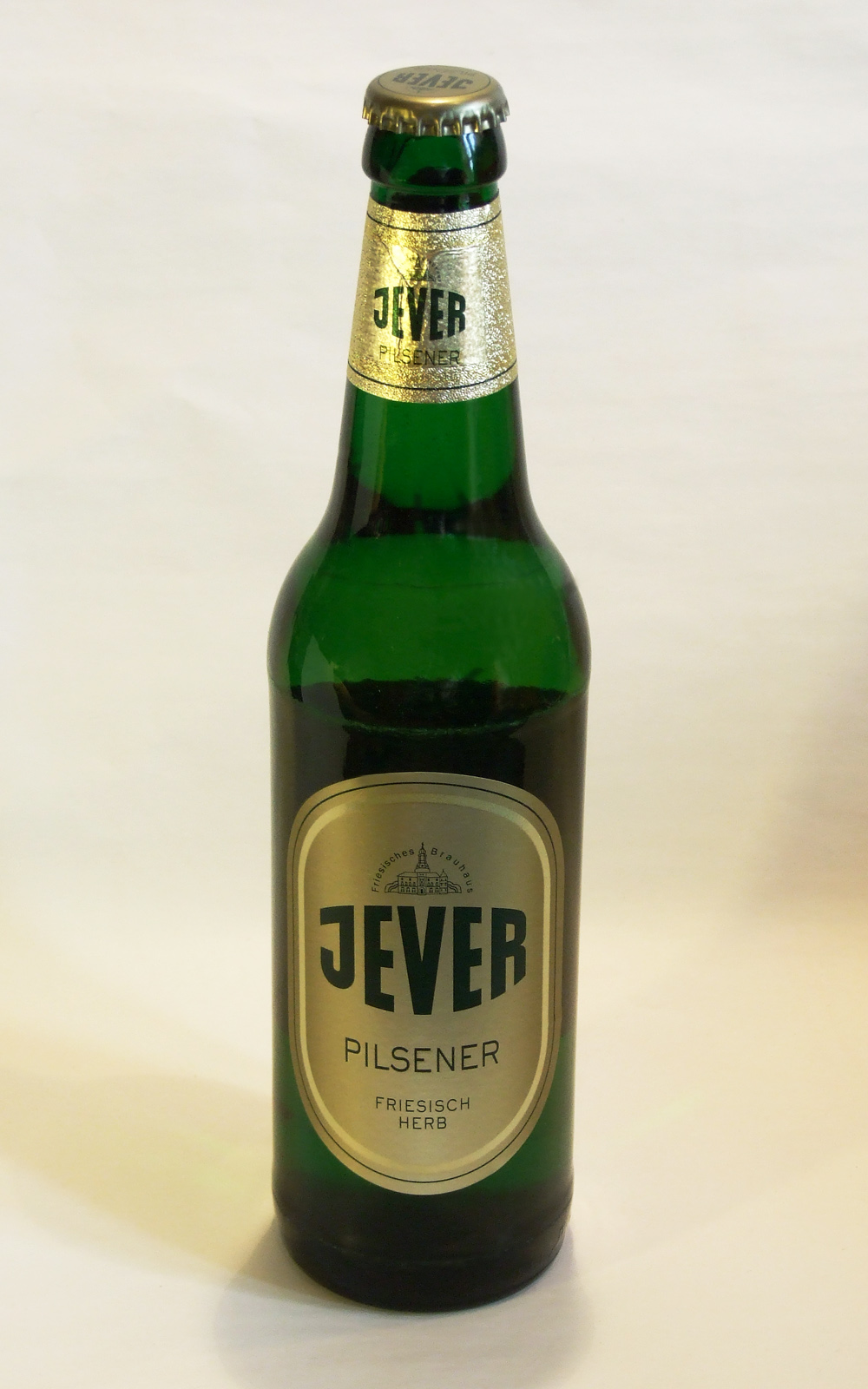
O sticlă de Jever Pilsener

Berea Jever poartă denumirea orașului Jever din Germania, de unde provine. Denumirea fabricii de bere este Friesisches Brauhaus zu Jever și datează din anul 1848.

## Istoric
Fabrica de bere a fost înființată în anul 1848 de către Diedrich König. Pe atunci existau deja și alte fabrici de bere în regiune. König era convins că berea produsă de el va fi ceva special. După moartea lui König, în anul 1867, fiul său i-a vândut fabrica lui Theodor Fetköter. Noul proprietar a extins fabrica, a făcut reclamă și a îmbuteliat berea în sticle speciale. În anul 1894 Fetköter a fost primul care s-a racordat la conducta din rețeaua cu apă potabilă a orașului Jever. În Primul Război Mondial fabrica de bere a avut o perioadă grea, fiul lui Fetköter fiind trimis pe front. Fabrica de bere a fost vândută în anul 1922 asociației „Bavaria-St. Pauli-Brauerei” din Hamburg, care aparține azi de grupa Carlsberg din Danemarca.
În această perioadă berea a fost renumită sub numele de „Jever Pilsener“, în afara regiunii unde era produsă. După al Doilea Război Mondial situația financiară a fabricii devine din nou critică, din cauza lipsei posibilității transportului, prin criza de carburanți din Germania. Berea era vândută numai acelora care o ridicau direct de la fabrică, precum și țăranilor care asigurau materia primă pentru producerea berii.
În anii 1960 calitatea berii „Jever Pilsener” a devenit tot mai apreciată de consumatori, ceea ce a permis extinderea fabricii. Prin îmbunățirea treptată a situației economice, în anul 1990 s-a ajuns ca exportul de bere Jever să fie pe primul loc în Germania. Începând din anul 1994 fabrica aparține de „Grupa Brau & Brunnen” din Dortmund, care a fost preluată de concernul Oetker. În prezent fabrica de bere numără cca 270 de angajați și îmbuteliază cca 60.000 de sticle pe oră. Berea este depozitată în 5 cisterne, fiecare din ele având o capacitate de 240.000 de litri, unde este păstrată în scopul maturării la o temperatură de -1°C timp de 3-4 săptămâni.